# Roy Rogers Restaurants
Roy Rogers Franchise Company, LLC é uma rede de restaurantes de fast food localizada principalmente no meio Atlântico e no nordeste dos Estados Unidos. A rede se originou como uma reformulação da marca da rede RoBee's House of Beef de Fort Wayne, Indiana, adquirida pela Marriott Corporation em fevereiro de 1968. No entanto, a Marriott usou pela primeira vez o nome Roy Rogers Roast Beef nas conversões dos Junior Hot Shoppes da empresa na área de Washington, D.C., em abril de 1968, e depois nas lojas RoBee's existentes. Foi lançada uma campanha agressiva de franquias em todo o país. Em seu auge, a rede contava com mais de 600 lojas. Atualmente, a rede tem 37 estabelecimentos em seis estados, sejam eles próprios ou franqueados.
A cadeia Roy Rogers foi vendida em 1990 para a Imasco, na época a empresa controladora da Hardee's, e sofreu um grave declínio, pois muitos estabelecimentos foram convertidos para a Hardee's. Em 2002, a marca registrada foi comprada pela Plamondon Companies.
O cardápio do Roy Rogers consiste principalmente de hambúrgueres, sanduíches de carne assada, frango frito, nove acompanhamentos (incluindo batatas fritas) e bebidas. Muitos locais também servem café da manhã.